# إي إيه دايس
إي إيه دايس (بالإنجليزية: EA DICE)‏ أو ببساطة دايس هي شركة سويدية مطورة لألعاب الفيديو ومملوكة بالكامل لشركة إلكترونيك آرتس بعد أن استحوذت عليها في سنة 2006. تأسست عام 1992. يقع مقرها في مدينة ستوكهولم عاصمة السويد. مشهورة بتطوير سلسلة باتلفيلد ولعبة ميرورز إيدج.

## الألعاب
راجع قائمة ألعاب ديجيتال إلوجينز سي إي

## وصلات خارجية
- الموقع الرسمي